# Der Schatzgräber

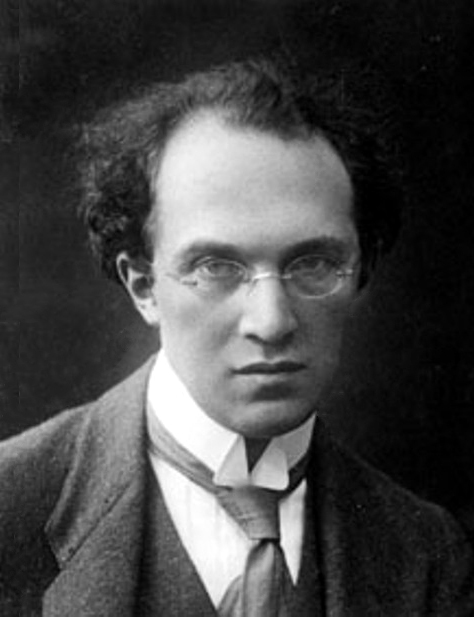
Franz Schreker

Der Schatzgräber (Skattgrävaren) är en opera i en prolog, fyra akter och en epilog med text och musik av Franz Schreker.

## Historia
En semesterupplevelse 1915 (en bonddotter vid namn Else sjöng gamla visor till ackompanjemang på luta) motiverade Schreker till ett balladliknande libretto. Av Else blev i operan två personer: den kringvandrande sångaren Elis, som till och med när han står inför döden kan sjunga en underbar visa, och hans älskade Els, värdshusvärdens djävulska dotter. Under arbetet med operan drabbades Schreker av tvivel och vände sig till den kände musikkritikern Paul Bekker, som bistod honom med råd och uppmuntran. År 1918 låg operan fullbordad och uruppfördes på Alte Oper i Frankfurt am Main 21 januari 1920. Der Schatzgräber skulle bli Schrekers sista och mest framgångsrika opera med bred förankring. Mellan 1920 och 1945 sattes operan upp i 44 iscensättningar. Men epokskiftet, övergången från den hetsiga expressionismen till den nya sakligheten runt 1924, fick konsekvenser för Schrekers operor.

## Personer
- Kungen (hög bas)
- Drottningen (stum roll)
- Kanslern (tenor)
- Greven, även Härolden (baryton)

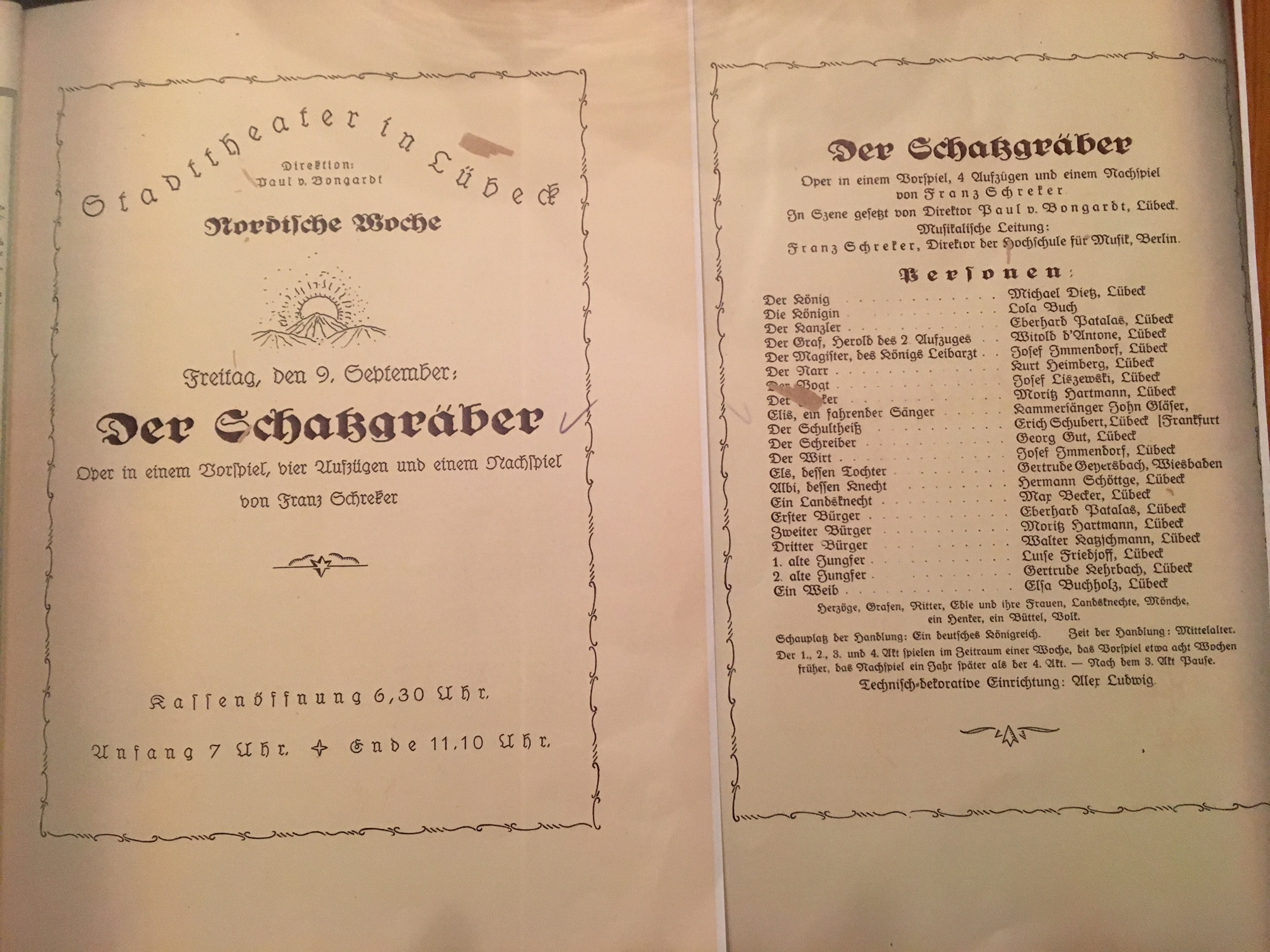
Operaprogram från en uppsättning i Lübeck den 9 september 1921

- Magistern, kungens livmedikus (bas)
- Narren (tenor)
- Fogden (baryton)
- Junkern (baryton eller hög bas)
- Elis, en kringresande sångare och lärd (tenor)
- Byfogden (bas)
- Skrivaren (tenor)
- Värdshusvärden (bas)
- Els, hans dotter (sopran)
- Albi, hennes dräng (lyrisk tenor)
- En landsknekt (låg bas)
- Tre borgare (tenor, baryton, bas)
- Två äldre ungmör (2 mezzosopraner eller 2 altar)
- En kvinna (alt eller mezzo)
- Bödeln, bödelsdrängen (stumma roller)
- Hertigar, grevar, riddare, ädlingar och deras hustrur, landsknektar, munkar, folk (kör, statister)

## Handling
Prolog
Drottningen har förlorat sitt smycke och därmed sin skönhet och fruktbarhet. Narren vet råd: sångaren Elis kan med sin luta spåra upp all världens skatter. Om Elis lyckas finna skatten måste kungen lova att låta narren välja sig en hustru.
 Akt I
Värdshusdottern Els skall på faderns befallning gifta sig med en junker, som hon avskyr. Men hon skickar bort denne för att finna drottningens smycke, som han sedan skall skänka henne. Hon ger drängen Albi i uppdrag att döda junkern. Bland bröllopsgästerna befinner sig även sångaren Elis. I skogen har han funnit ett dyrbart smycke, som han nu skänker till bruden. De blir förälskade. Men den döde junkern hittas i skogen och Elis anklagas för mord.
Akt II
Sångaren skall avrättas. Ele ber narren om råd. Denne hjälper henne: kungens budbärare friar till Elis, så att denne kan finna drottningens smycke. För att inte blir avslöjad ger Els Albi i uppdrag att stjäla sångarens luta.
Akt III
Själv skänker hon under en kärleksnatt smycket till Elis, under förutsättning att han inte frågar henne varifrån det kommer och att han alltid litar på henne.
Akt IV
Elis har återgett smycket till drottningen och hyllas. Men Albi grips och erkänner. Els avslöjas som anstiftare till mordet. Då erinrar sig narren kungen om dennes löfte. Narren tar Els till maka och räddar henne därmed undan galgen. Men Elis vänder sig från Els.
Epilog
Ett år senare. Els ligger för döden. Narren hämtar sångaren. Elis sjunger sin vackraste ballad för Els. Hon tror att det förgångna bara har varit en ond dröm, och dör försonad i Elis armar.